# Joseph Sansbœuf
Joseph Sansbœuf, né le 6 novembre 1848 à Guebwiller (Haut-Rhin) et mort le 17 avril 1938 à Paris,  est le sixième enfant d’une famille catholique modeste. Membre d'une société de gymnastique alsacienne dès son plus jeune âge et exilé à Paris après la défaite de Sedan, il est un des principaux artisans du développement de l'Union des sociétés de gymnastique de France.

## Biographie
Joseph Sansbœuf participe dès 1860 aux séances d’exercices de la Société de gymnastique de Guebwiller récemment fondée par l’ingénieur-architecte Jean-Jacques Ziegler qui organise le 12 mai de l’année suivante la première fête de gymnastique à Guebwiller. Proposé comme membre actif de l’association le 6 janvier 1866, il apparaît rapidement en bonne place dans les concours régionaux et figure parmi les lauréats à Épinal en 1868 et à Strasbourg en 1869. Embauché comme apprenti par Ziegler, il participe alors à la conception de grands projets comme le système d’écluses du Lac du Ballon sur les hauteurs de Guebwiller. Avant sa 18e année il est membre-adjoint du comité et délégué des gymnastes de Guebwiller à l’Association des gymnastes alsaciens (AGA) constituée au milieu des années 1860. À travers les excursions et banquets qui accompagnent la pratique gymnique de l’époque, il côtoie dès son jeune âge les élites municipales et la loge maçonnique La parfaite harmonie de Mulhouse qui compte parmi ses membres le frère Jean Macé.
Joseph Sansboeuf participe à la guerre de 1870-1871 en qualité de sergent-major de la Garde mobile du Haut-Rhin. Fait prisonnier lors de la capitulation de la ville de Neuf-Brisach le 10 novembre 1870, il est emmené en captivité à Rastadt ; il est libéré au mois de mars de l’année suivante. En 1881 il est sollicité comme architecte par Georges Demenÿ, moniteur à La Nationale dont il est président, pour la réalisation de la station physiologique d'Etienne-Jules Marey au parc des Princes dans le bois de Boulogne. Il adhère à la Société des vétérans des armées de terre et de mer en 1897 et en devient le président général en 1903. Il meurt en décembre 1938 des suites d'une broncho-pneumonie ; le président Poincaré dira de lui qu'il a pris « part à la victoire » de 1918.

### La gymnastique
En 1871, il retrouve à Paris Jean-Jacques Ziegler qui y a ouvert un cabinet d’architecte et dès son arrivée adhère à la société de gymnastique La Nationale. Il y accède en quelques mois à la présidence et opte pour la nationalité française le 27 août 1872. En septembre 1873 il est l’un des 19 fondateurs de l’Union des sociétés de gymnastique de France (USGF). Aux côtés de Jean-Jacques Ziegler, il assure le secrétariat général du comité d’organisation de la Fête de la Régénération nationale organisée à Paris les 16 et 17 mai 1875 sous la présidence effective de Jules Simon. En 1876 il fonde l’Association des Sociétés de Gymnastique de la Seine (ASGS) et la Société de gymnastique alsacienne-lorraine, un an après la société municipale de Puteaux créée par d’autres exilés alsaciens.
L'arrivée à la présidence de la République de Jules Grévy en 1879 déclenche une campagne en faveur des exercices physiques et militaires en direction de la jeunesse aux fins de redressement national. « Afin de réveiller les esprits et libérer l’Alsace-Lorraine » Joseph Sansbœuf y contribue à travers la gymnastique et les activités physiques et militaires avec Pierre de Coubertin, Georges Demenÿ, Paul Déroulède, Paschal Grousset, Jean Macé. Le 23 juillet 1881 il contribue en tant que délégué de l’USGF à la fondation du Bureau Européen de Gymnastique (BEG). Au sein de l'USGF il ne tarde à entrer en conflits avec Eugène Paz dont la modération gène ses préoccupations militaristes.
Les fêtes fédérales se multiplient en province et lors de la XIVe à Saintes il est nommé à la présidence de l'USGF le 21 mai 1888. En réunissant devant le président de la République Sadi Carnot plus de 10 000 gymnastes issus de 830 sociétés étrangères et françaises en 1889 à la XVe fête fédérale de Paris au polygone de Vincennes, Sansbœuf scelle l’alliance entre les gymnastes de l’USGF et l’État français : les sociétés de gymnastique sont autorisées à défiler derrière les corps de troupe avec leur musique et leur drapeau. Seul à cette époque Sansbœuf voit son mandat renouvelé l'année suivante.

### Les débuts du sport scolaire
La même année, Sansbœuf adhère à la proposition de Paschal Grousset : la création d'une Ligue nationale de l’éducation physique (LNEP) afin de promouvoir une éducation physique à partir des jeux traditionnels français. Cinq mois après la création par Pierre de Coubertin du Comité pour la propagation des exercices physiques présidé par Jules Simon, la LNEP regroupe, le 31 octobre 1888, sous la présidence de Marcelin Berthelot : Georges Clemenceau, Anatole de La Forge, Jean Macé, Alfred Mézières et Joseph Sansbœuf, tous francs-maçons et vice-présidents.
Le premier lendit est organisé du 16 au 23 juin 1889 par la LNEP. Il se termine au bois de Boulogne par une fête des jeux scolaires à laquelle assiste le président de la République Sadi Carnot. Il en sera de même du 29 mai au 8 juin 1890, pour la seconde édition. Dix jours plus tôt, le 18 mai 1890, on est surpris de trouver Sansbœuf diriger pour Pierre de Coubertin, ennemi juré de Grousset, le premier concours de gymnastique des élèves des lycées, collèges et autres établissements de Paris et Versailles. Coubertin, qui a obtenu en novembre 1888 l’autorisation gouvernementale d’organiser un congrès des exercices physiques à l’occasion de l’Exposition universelle de Paris de 1889, a déjà rallié les membres les plus influents de la LNEP tels le président Berthelot et Étienne Marey.

### La vie politique
Le 18 mai 1882 de cette même année, à l’occasion de la remise à l’ASGS - créée et toujours présidée par Sansbœuf - de son drapeau offert par Madame Thiers, Paul Déroulède expose son projet de ligue de défense nationale devant un aréopage de personnalités politiques de premier plan. Les sociétés de gymnastes de la Seine répondent immédiatement à l’appel et le soir même un comité provisoire présidé par Henri Martin est constitué. Cette Ligue des patriotes comme la Ligue de l’enseignement de Jean Macé relève du bastion républicain avec le soutien des francs-maçons de la loge d’Alsace-Lorraine. Joseph Sansbœuf est alors aussi membre de l’Association générale des alsaciens-lorrains (AGAL), proche de l’Union républicaine de Léon Gambetta. Depuis le décès de celui-ci en décembre 1882 il organise chaque année en son honneur une célébration patriotique en tant que président-fondateur de la Fédération des sociétés alsaciennes-lorraines de France et des colonies (FSALFC).
Joseph Sansboeuf accède à la présidence de la Ligue des patriotes le 18 avril 1887 dans un contexte franco-allemand tendu par des mesures répressives et des arrestations en Alsace. L’engagement boulangiste de Déroulède met ainsi la Ligue en difficulté vis-à-vis de l’opinion et du gouvernement. À partir du 17 décembre Sansbœuf se désolidarise de Déroulède qui maintient sa ligne de conduite en dépit d'une mise en minorité et quitte définitivement la Ligue et sa présidence. La même année, il est élu à la présidence de l’USGF et s’engage dans la vie municipale en tant que maire-adjoint du 8e arrondissement de Paris où il reste en fonction jusqu’à sa mort en décembre 1938 des suites d'une broncho-pneumonie. Sous l'impuslion de Prosper Ancel-Seitz, il se présente en 1914 dans la seconde circonscription des Vosges contre le radical Henri Schmidt. Il ne recueille cependant que 36 % des suffrages.

## Notoriété
Une rue de Paris porte le nom de Joseph Sansbœuf et il est : 
- Commandeur de l'ordre de la Légion d’honneur ;
- Officier de l’Instruction publique ;
- Médaille d’honneur (or) de l’éducation physique[N 1].

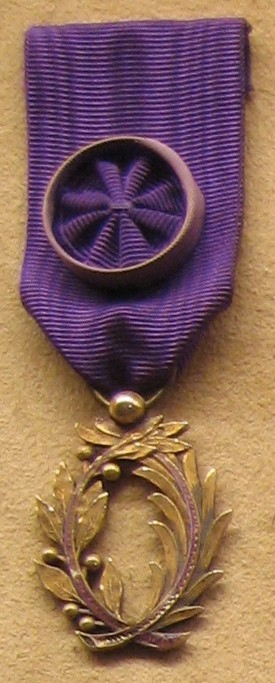
Palmes d'officier de l'Instruction publique.
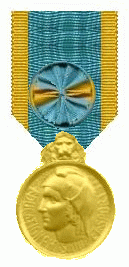
Médaille d’or de l'éducation physique.